# NGC 1930
NGC 1930 è una vasta galassia lenticolare situata nella costellazione del Pittore, a una distanza di circa 211 milioni di anni luce dalla nostra Via Lattea.

## Scoperta
La galassia è stata scoperta il 29 dicembre 1834 dall'astronomo britannico John Herschel.

## Descrizione
Secondo Soares e colleghi, NGC 1930 e ESO 253-001 formano una coppia di galassie. La distanza dalla nostra Via Lattea di ESO 253-001 è di 212,9 milioni di anni luce,, valore del tutto confrontabile con quello di NGC 1930, supportando l'idea che siano due galassie interagenti.